# Susona

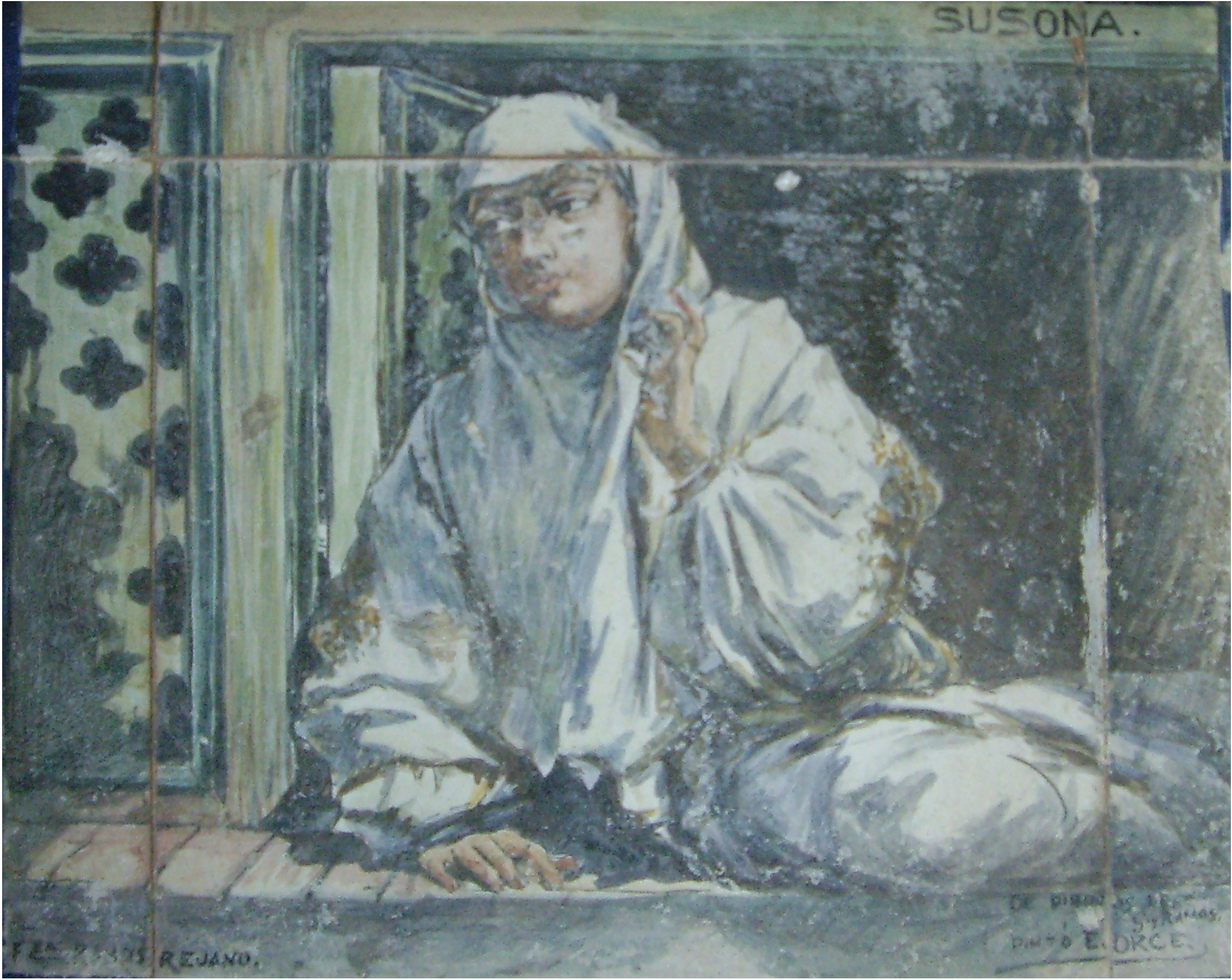
La Bella Susona, en un azulejo de una glorieta del parque de María Luisa de Sevilla, en España

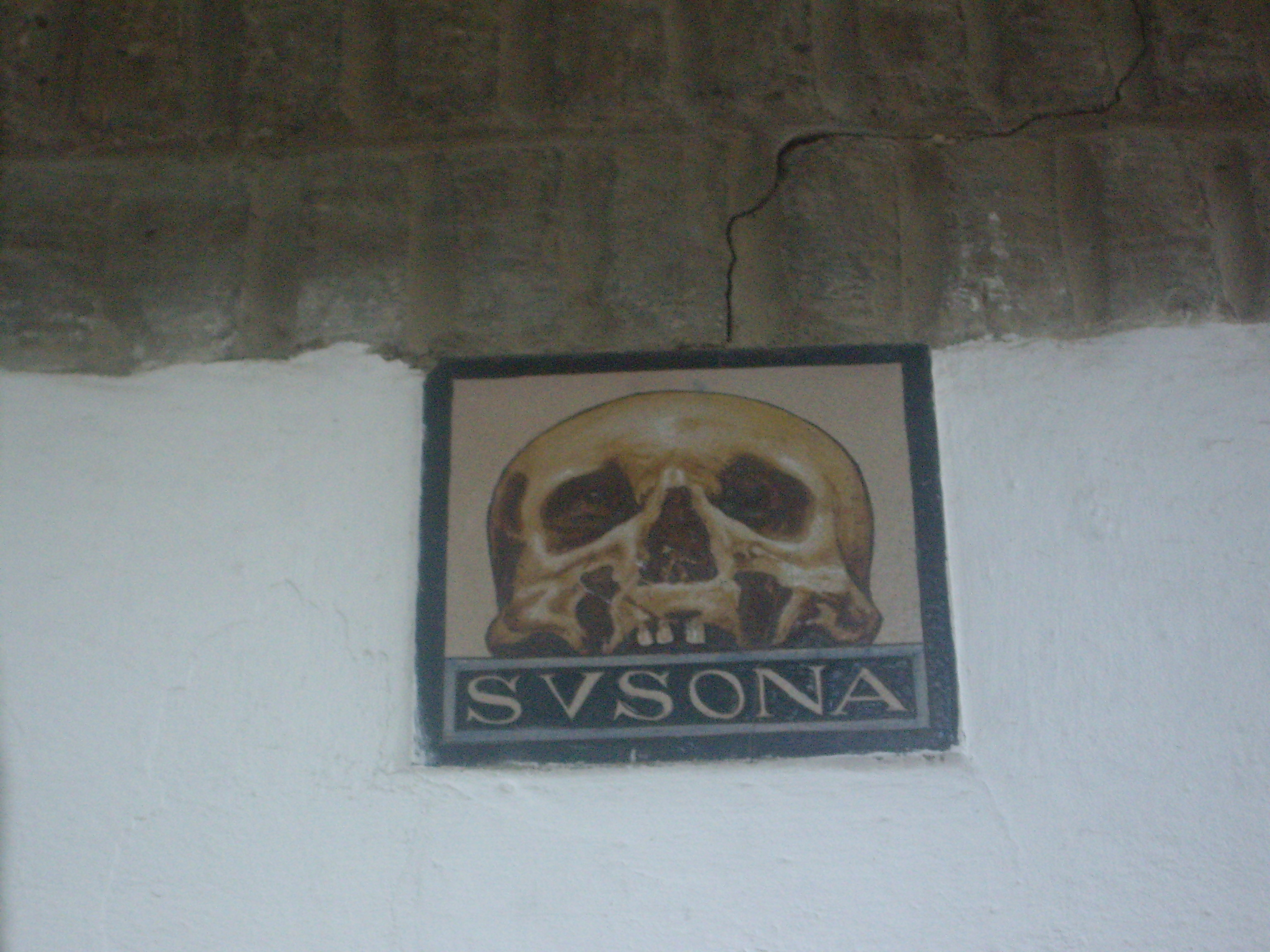
La calavera de la Bella Susona, en la puerta de donde se encontraba su antigua casa.

Susona, apodo de Susana Ben Susón, fue una judía de Sevilla del siglo XV. Según una leyenda era conocida por su belleza y se retiró a un convento tras delatar a su padre, Diego Susón, que estuvo en un grupo que tramaba un complot contra los cristianos.

## Historia
Los judíos eran un colectivo oprimido en Europa durante la Baja Edad Media. En torno a 1480 un grupo de judíos tramaron una conspiración para desestabilizar el Estado y uno de sus cabecillas fue padre de Susona, Diego Susón. Los conspiradores se reunían en casa de Diego Susón para tramar la difusión de los planes, que incluían liberación de presos para que produjeran desórdenes, beneficiar el poder musulmán y llevar a cabo levantamientos violentos en las principales ciudades.
La leyenda cuenta que Susona era pareja de un caballero cristiano y por miedo a los cauces que estaba tomando la situación, le contó todo a su pareja. Él acudió al asistente mayor de la ciudad de Sevilla, Diego de Merlo, para informarle de lo que le había contado. Diego de Merlo acudió con tropas a una de las reuniones y arrestó a todos los judíos del grupo, que fueron condenados a muerte. El grupo lo formaban Diego Susón, Pedro Fernández de Venedera, Juan Fernández de Albolasya, Manuel Saulí, Bartolomé Torralba, los hermanos Aldalfe de Triana y unas veinte personas distinguidas de Sevilla, Utrera y Carmona, como mercaderes y escribas.
Susona sufrió un gran sentimiento de culpa por haber traicionado a su padre. Se confesó con el arcipreste Reginaldo Romero, que la bautizó. Posteriormente, se retiró varios años a un convento.
A su muerte dispuso en su testamento que su cabeza fuera colgada de la puerta de su casa, en el barrio Santa Cruz de Sevilla, para recordar a la gente su traición. La cabeza permaneció ahí, al menos, hasta el año 1600. En la actualidad un azulejo muestra la calavera.

## En la cultura popular

### Televisión
Una versión de esta historia apareció en 2013 en la serie de televisión «Isabel».

### Literatura
En 2014 se publicó la novela de ficción «La judía más hermosa», de Fernando García Calderón, protagonizada por Susona.
En 2023 se publicó la novela de ficción «La Dama de la judería», de Andrea D. Morales, protagonizada por Susona. 

### Videojuegos
En 2023 la desarrolladora de juegos española The Game Kitchen lanzaría el juego Blasphemous II donde uno de los jefes a derrotar se inspiró en este personaje: Svsona, Fermosa Fembra. También en la fachada de uno de los edificios en la ciudad de dicho juego se puede ver la calavera que había en la fachada de su casa.

### Teatro
En 2024 se estrenó la ópera «La Bella Susona» del compositor Alberto Carretero en el Teatro de la Maestranza de Sevilla en coproducción con Auditorio de Tenerife, encargada por la Real Orquesta Sinfónica de Sevilla, con libreto de Rafael Puerto. 